# Антуновац (Велика)
Антуновац (до 1991. Александровац) је насељено место у општини Велика, у западној Славонији, Република Хрватска.

## Историја
До нове територијалне организације налазио се у саставу бивше велике општине Славонска Пожега.

## Становништво
По попису из 2011. године Александровац је имао 158 становника.
| Националност       | 1991.        | 1981.        | 1971.        |
| Срби               | 165 (77,83%) | 176 (69,56%) | 245 (86,57%) |
| Хрвати             | 24 (11,32%)  | 23 (9,09%)   | 37 (13,07%)  |
| Југословени        | 17 (8,01%)   | 51 (20,15%)  | 1 (0,35%)    |
| остали и непознато | 6 (2,83%)    | 3 (1,18%)    | 0            |
| Укупно             | 212          | 253          | 283          |